# 용미산신사
용미산신사(龍尾山神社)는 조선시대에 설립되어 일제시대까지 존재하던 부산 지역의 신사이다.

## 역사
1678년 초량 왜관이 설치된 동시에 설립된 신사의 당시 명칭은 옥수신사(玉垂神社, 다마다레신사)였다. 본래 제신은 다케우치 스쿠네(武內宿禰)인데 1819년 임진왜란에서 활약한 가토 기요마사(加藤淸正)를 합사하였다. 이후 용두산 중턱에서 고대의 무사 아사히나 요시히데(朝比奈義秀)를 모시던 조비내신사(朝比奈神社)가 쇠락하자 이 역시 합사하였다.
본래 하나의 소사(小祠)로 유지되어 오다가 1878년 화재로 소실되자 거류 일본인들이 기부금을 모아 개건하였다. 1899년 용미산에 있다 하여 용미산 신사로 개칭하였다. 1932년 도로 공사로 인해 용두산 신사의 동쪽으로 이설되었다.
다른 일제시대의 신사들과 같이 광복 이후 사라져 흔적을 찾기 힘들다.

## 같이 보기
- 용두산신사
- 임진왜란